# 背割堤 (八幡市)

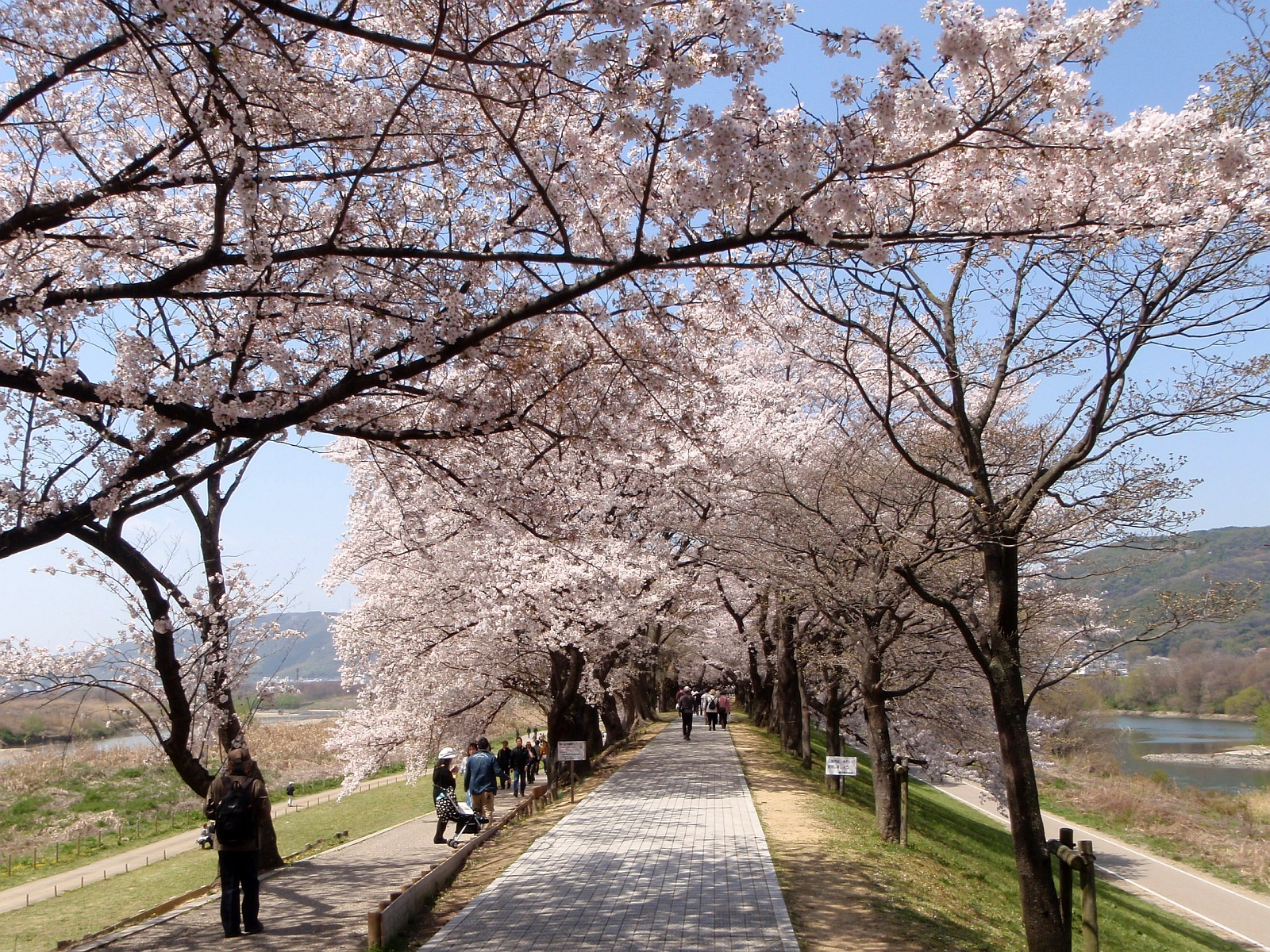
背割堤と桜並木

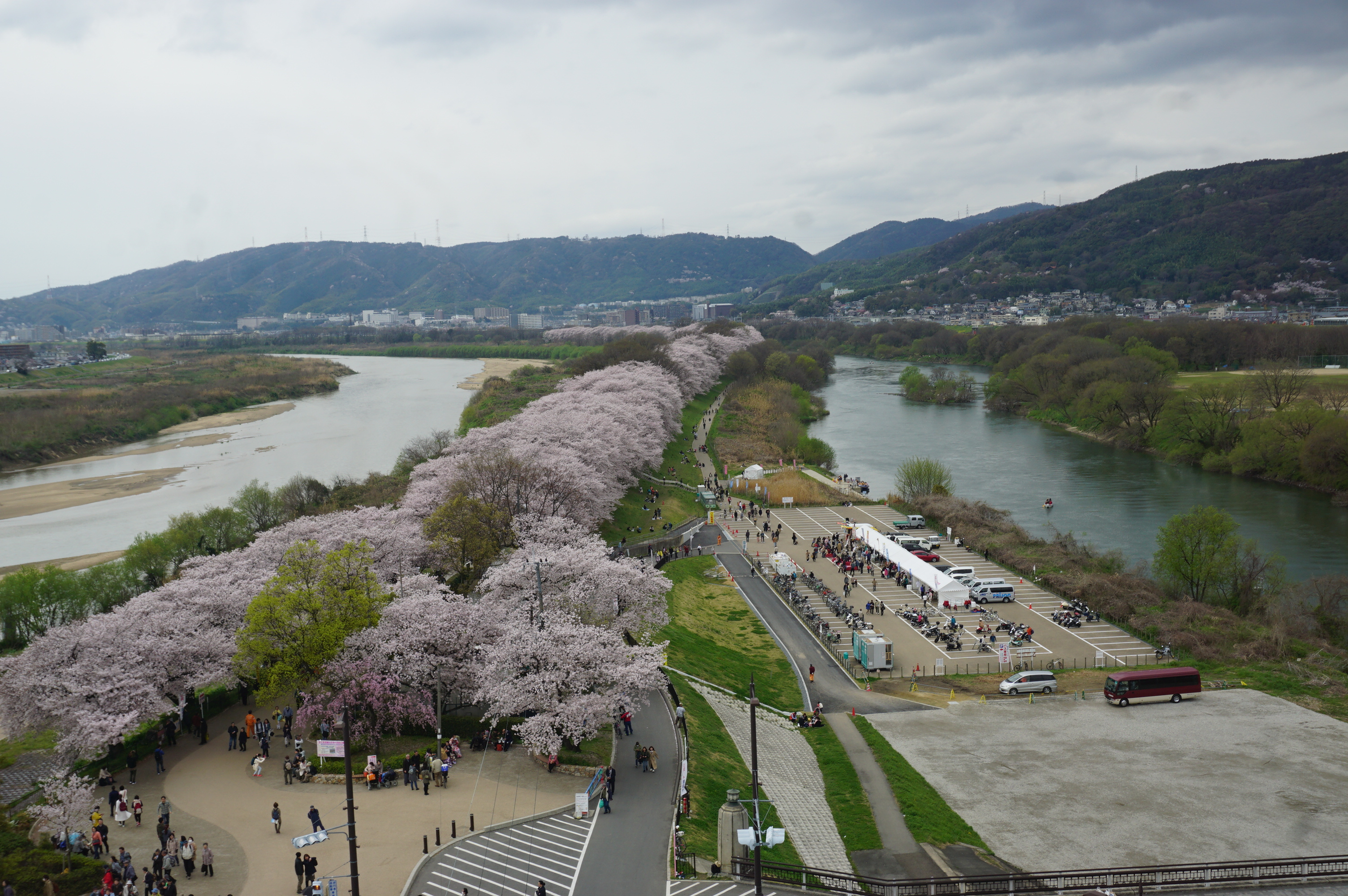
さくらであい館展望塔から見た桜並木

背割堤（せわりてい）は、京都府八幡市にある堤防である。宇治川（淀川）と木津川の合流部に全長1.4kmにわたって2つの河川を区切るように設置されている。洪水発生時に両河川をスムーズかつ安全に合流させる役割を果たしている。
淀川河川公園の景観保全地区に指定され、ソメイヨシノが約220本植えられているため、毎年4月には花見客でにぎわっている。

## 歴史

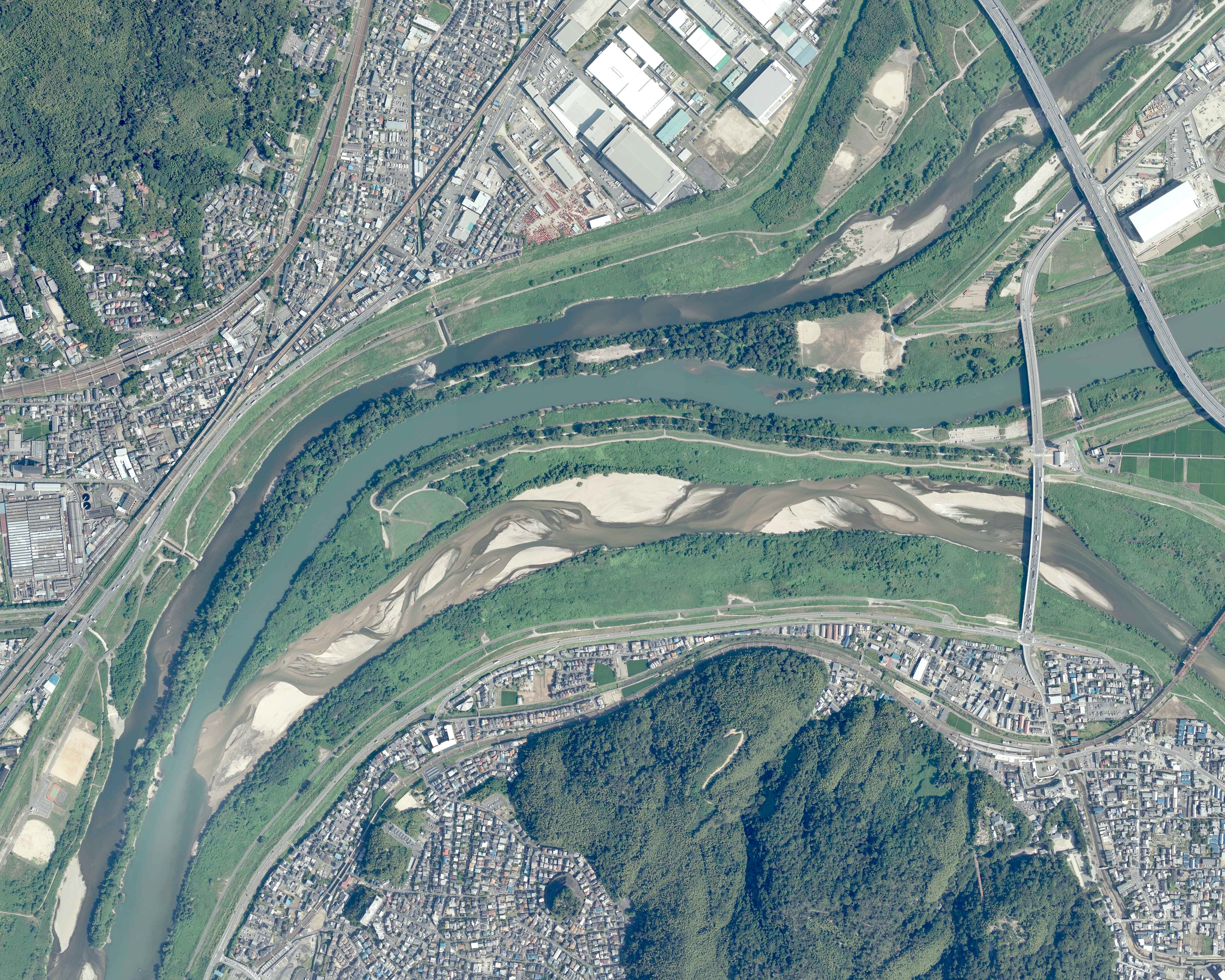
背割堤と三川合流部の航空写真（2020年）

明治時代まで木津川は淀（京都市伏見区）付近で宇治川に合流していた。1800年代には明治十八年の淀川洪水（1885年）をはじめとして、淀川で多数の水害が発生した。そのため、木津川と宇治川の合流部を現在の三川合流部に付け替える淀川改良工事が行われ、1910年（明治43年）に現在の流路となった。更に1917年（大正7年）の大洪水の被害を受けて河川改修が行われ、現在の背割堤が建設された。
1970年代までは「山城の橋立」とも呼ばれるほど見事な松並木であったが、害虫による松枯れが広がったため、1978年（昭和53年）からソメイヨシノへの植替や遊歩道整備が進められ、1988年4月に桜並木が一般開放された。
2017年（平成29年）3月休憩・交流施設「さくらであい館」がオープン。ランドマークとなる高さ約28mの展望塔は、背割堤を含む三川合流エリアの360°パノラマを楽しむことができる（桜の時期のみ有料）。貸し会議室、自動販売機、地元の野菜などの有人販売スペースが有る他、京都府道801号京都八幡木津自転車道線の休憩施設としてバイクラックを揃え、自転車の補修部品の販売やレンタサイクルもある。

## 開放時間
- 9時-17時（さくらであい館の展望塔は、9時-16時30分）

## 交通アクセス
- 京阪本線 石清水八幡宮駅下車 徒歩約10分